# 2595 Gudiachvili
2595 Gudiachvili este un asteroid din centura principală, descoperit pe 19 mai 1979 de Richard West.